# 狩獵採集

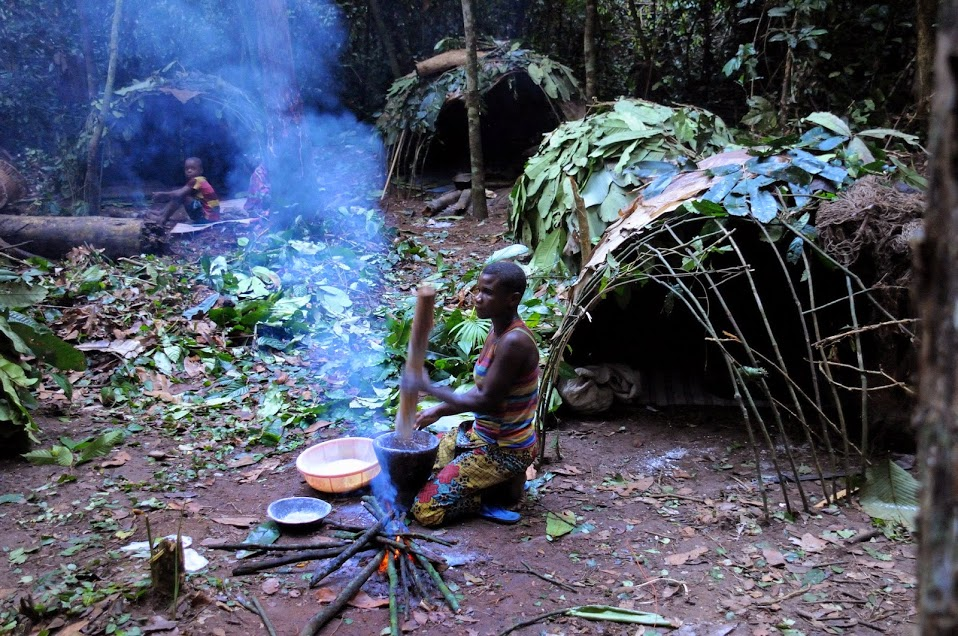
2014年在刚果盆地的俾格米人狩猎采集者

狩猎采集者（英語：hunter-gatherer）也称渔猎采集者，是指过着所有或大部分食物都是通过野外觅食（捕杀野生动物、捕鱼和摘采野生的植物果实与茎叶、菇类、蜂蜜、鸟蛋、甚至虫蛹和蠕虫等任何可被消化提供营养的食材）获取的生活方式的人。狩猎采集社会与后来兴起的农业社会形成对比，后者主要依靠种植作物和驯养家畜与家禽来生产食物维持生活。
狩猎采集（或简称“采猎”）的生存方式在本质上和自然界野生动物之间的掠食和啮食没有差别，是原始人类适应大自然最早也最普遍的方式，至少占据了人类演化史90%的篇幅。但随着从大概12000年前新石器时代开始的农业的兴起，以耕作农田和饲养禽畜为主要生产方式的定居文明开始在大约6000年前的亚洲两河流域、黄河中下游和印度次大陆、中美洲、南美安第斯西侧等地区成规模出现并向其它地区扩散，那些没有随之而变的狩猎采集者大多被农业或畜牧业（包括游牧）社会所征灭、同化或被驱赶到苦寒贫瘠不适合耕种或畜牧的荒野地区。在当代，除了少数与世隔绝的未接触部落外只有很少数的边缘化社会或群体仍可以被归类为狩猎采集者，但这些采猎者们除了觅食活动大多还辅以园艺或畜牧，因此也已经不是纯粹意义上的狩猎采集者。
与一种常见的误解相反，大多数狩猎采集者都能吃饱喝足，并非时常挨饿，而且因为饮食结构更加平衡多样、运动更频繁更全面，身体素质也更健康强健。农业社会能最终压倒狩猎采集社会所真正依赖的特性是能够更好开发现有土地的生产力潜能，可以有剩余食物储存起来以应对突发的自然灾荒，并可以将一部分人口从保障口粮的活动中解放出来从事其它专业事务（如文职管理、军事、工匠、学者、医疗等）和基础设施建筑，实现劳动分工的组织协作从而促进知识、技术和文明的发展，特别是在军事技术、组织和后勤保障方面相比采猎社会有着战略级别的绝对优势。

## 考古证据
20世纪70年代，刘易斯·宾福德提出，早期人类是通过食腐而不是狩猎来获取食物的。旧石器时代初期的人类生活在森林和疏林中，这使得他们在食腐以外还能够采集海产、鸡蛋、坚果和果实。根据这一观点，他们并没有为了获得肉类而猎杀大型动物，他们只是食用这些动物的尸体，这些动物要么是被猎食者杀死，要么就是自然死亡。考古学和遗传学数据表明，旧石器时代狩猎采集者的原始人群生存在树木稀少的地区，分散在初级生产力高的地区，避免茂密的森林覆盖。
根据耐力跑假说，长跑作为一种用于穷追狩猎的方式，很可能是导致人类某些特征进化的动力。这一假说并不一定与食腐假说相矛盾：两种生存策略可能是顺序使用的，交替使用的，甚至是同时使用的。
狩猎（捕食）和采集作为在野生杂食动物中十分普遍的一种生存策略，大概从180万年前起由直立人采用，到20万年前智人出现后采用。史前的狩猎采集者生活在由几个家庭组成的群体中，这样就形成了几十个人的规模。直到大约一万年前的中石器时代末期，它一直是唯一的生存方式，而在那之后，随着新石器革命的传播，这种生活方式才逐渐被取代。
从大约8万到7万年前，旧石器时代中期到晚期的过渡时期开始，一些狩猎采集者部落开始专门从事狩猎活动，他们专注于选择狩猎数量较少的（通常块头较大的）猎物，收集较小的食物。这项工作的专门化还包括制作专门的工具，如渔网、钩子和骨鱼叉。向后来新石器时代的过渡主要是由新兴农业的空前发展所决定的。农业最早起源于12000年前的中东，也独立起源于许多其他地区，包括东南亚、非洲部分地区、中美洲和安第斯山脉。

世界地图：觅食/捕鱼/狩猎/采集在世界范围内的逐渐衰落

在此期间，森林园艺在世界各地也被用作粮食生产系统。森林园艺起源于史前时期，位于丛林密布的河岸和雨季湿润的丘陵地带。在家庭改善其直接环境的渐进过程中，有用的乔木和藤本植物物种得到了识别、保护和改善，而不需要的物种则被淘汰。最终，优良的引进物种被选择并纳入花园。
许多群体继续他们的狩猎采集生活方式，尽管他们的数量不断下降，部分原因是由于不断增长的农耕和畜牧社区的压力。他们中的许多人居住在发展中国家的干旱地区或热带森林。以前的狩猎-采集者可以获得的地区，持续被农耕者定居点侵占。在随之而来的土地使用竞争中，狩猎采集社会要么接受农业，要么迁移到其他地区。此外，贾里德·戴蒙德将此归咎于野生食物尤其是动物资源的减少。例如，在北美和南美，大多数大型哺乳动物物种在更新世末期已经灭绝——根据戴蒙德的说法，这是由于人类的过度开发，这是对那里第四纪灭绝事件的几种解释之一。
随着农业社会的数量和规模的增加，它们扩展到传统上由狩猎采集人使用的土地上。这种以农业为主导的扩张过程导致了农业中心的第一种形式的政府的发展，如新月沃土、古印度、古代中国、奥尔梅克、撒哈拉以南非洲和小北文明。
由于现在人类几乎普遍依赖农业，极少的现代狩猎采集文化通常生活在不适合农业的地区。
考古学家可以使用石器工具等证据来追踪狩猎采集者活动，包括流动性。

## 共同特征

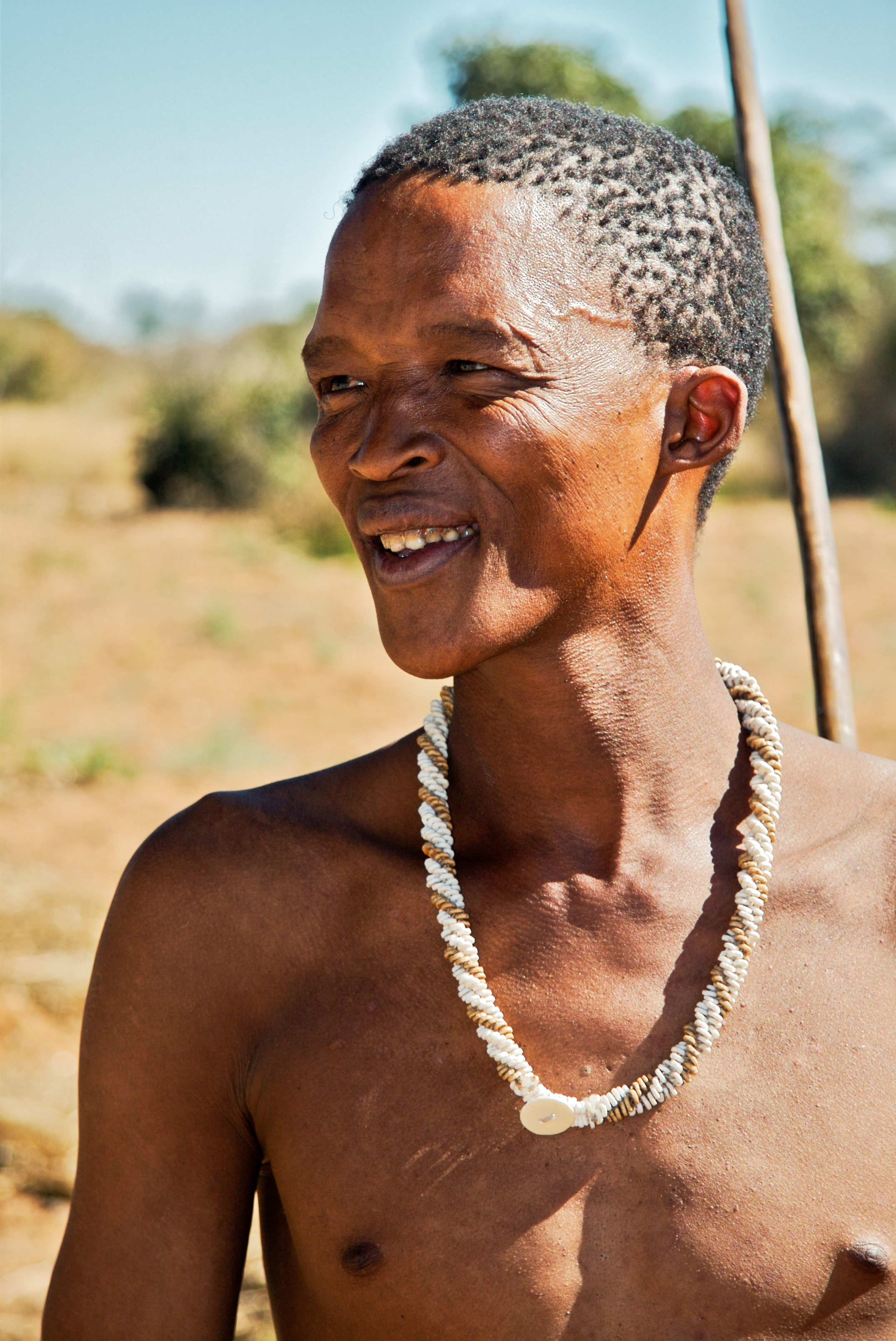
一名来自纳米比亚的桑人男子，许多桑人依然是狩猎采集者

### 居住地和人口
大多数狩猎采集者是游居民族或半游居民族，居住在临时定居点。流动社区通常使用非永久性建筑材料建造住所，或者（如果条件允许的话）使用天然岩石充当住所。
一些狩猎采集者，例如西北太平洋沿岸的土著居民以及雅库特人，生活在资源丰富的环境中，从而得以定居或半定居。约1.4到1.03万年前的奥西波夫卡文化（Osipovka culture）是最早的永久定居点之一，他们生活在鱼类丰富的环境中，得以整年都住在同一地方。在所有已知的狩猎和采集者社会中，丘马什人的人口密度最高，估计每平方英里21.6人，或每平方公里8.34人。

### 社会与经济结构
狩猎采集者倾向于拥有平等主義的社会风气，尽管定居的狩猎采集者（如北美洲西北沿岸的族群）是例外。几乎所有非洲的狩猎采集社会都是平等主义的，女性和男性基本上有着同样的影响和权力，例如，非洲南部的桑人或布须曼人的社会习俗极大地阻碍囤积和展示权威，并通过食物和商品的分享来促进经济上的平等。马克思将这种经济社会体系定义为原始共产主义。

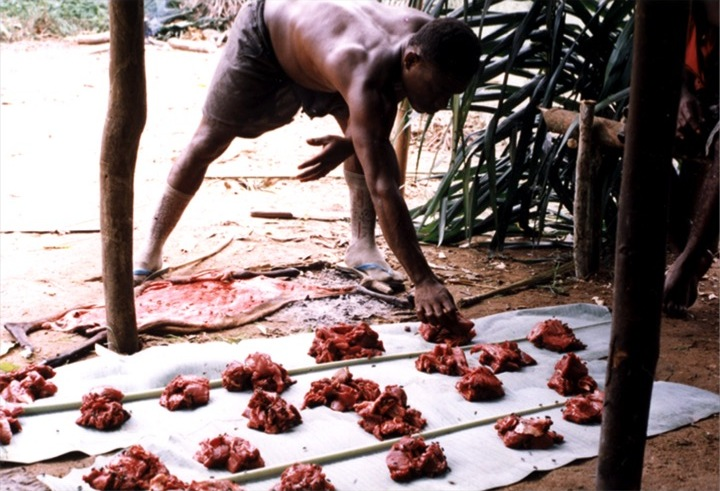
肉类分享

灵长类动物里与人类最接近的两种动物之一黑猩猩的社会里绝无平等，它们形成了等级制，通常由一名社群首领主导。这与人类狩猎采集者的反差如此之大，以至于古人类学家普遍认为，对被统治的抵制是驱动人类意识、语言、亲属关系和社会组织出现的关键因素。
人类学家认为，狩猎采集者没有永久的领导者。相反，任何时候由谁来主动采取行动都取决于所执行的任务。在狩猎采集社会中，除了社会和经济平等外，往往还有性别平等，尽管并非总是如此。狩猎采集者通常根据亲属关系和部落成员身份聚集在一起。狩猎采集者夫妻婚后往往是住在女方家里，至少最初是如此。年轻的母亲可以让自己的母亲照顾孩子，这些母亲继续住在同一营地附近。尽管有证据表明人类早期的亲属关系总体上倾向于母系制度，但狩猎采集者的亲属关系和继承系统相对灵活。
性别分工是一种较常见的安排，女性负责大多数采集活动，而男性则专注于大型狩猎活动。在所有的狩猎采集社会中，女性都很感激男性带回的肉。梅根·比塞勒（Megan Biesele）对非洲南部采集狩猎社会Ju /'hoan的研究作品Women Like Meat就是一个例证。最近的考古研究表明，性别分工是一种基础的组织创新，使智人对尼安德特人占了优势，使我们的祖先从非洲移民并遍及全球。
1986年的一项研究发现，大多数狩猎采集者的劳动具有象征性的性别分工。但在少数情况下，女性与男性狩猎同类的猎物，有时也会与男性一起狩猎。纳米比亚的Ju'/hoansi人，女性帮助男性追踪猎物，澳大利亚玛图族的女性还主要捕猎像蜥蜴这样的小动物来喂养孩子并维持与其他妇女的关系。

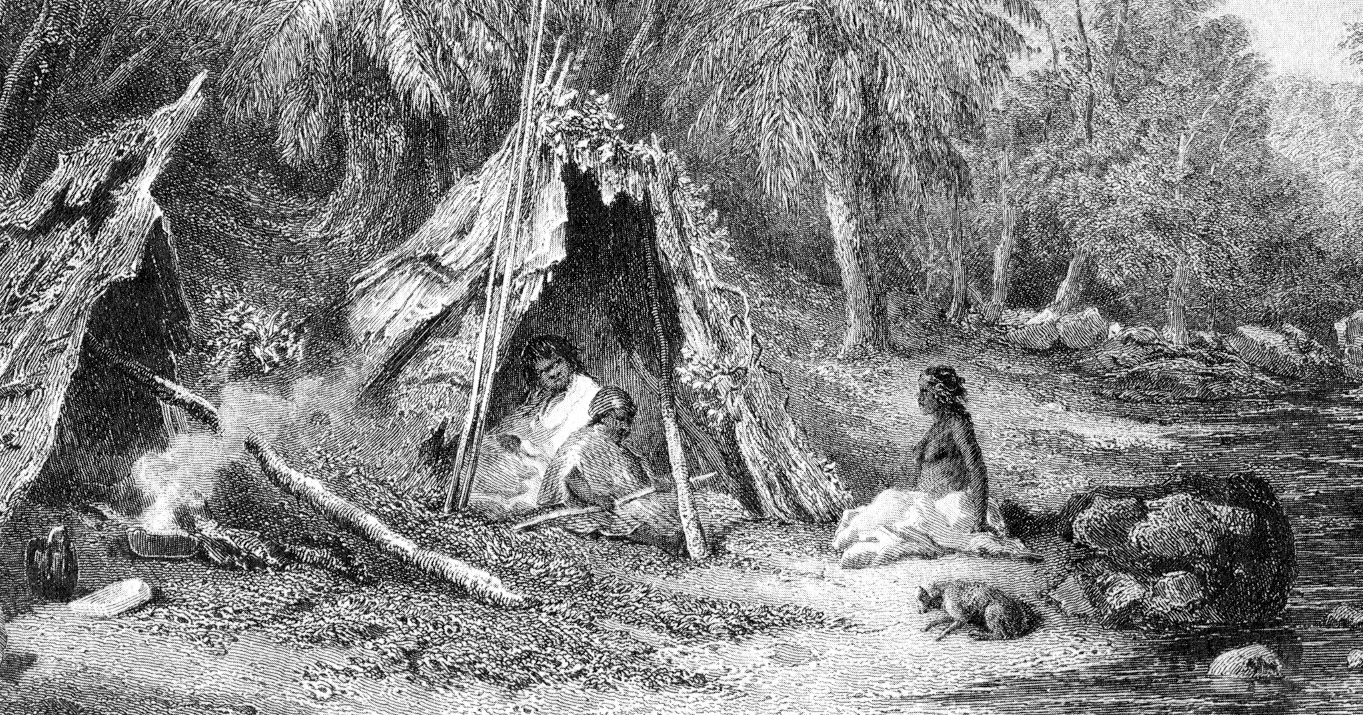
19世纪描绘澳洲土著营地的版画

在1966年的“狩猎之人”（Man the Hunter）会议上，人类学家Richard Borshay Lee和Irven DeVore提出，平等主义是非定居的狩猎采集社会的几个主要特征之一，因为频繁的流动要求在整个人口中个人物质财产最小化，因此，任何一个社会成员都无法积累剩余资源。他们提出其他特征还有领土边界和人口组成的变化。
同样是这次会议上，馬歇爾·薩林斯发表了一篇题为“原始富裕社会的笔记”的论文，挑战了托马斯·霍布斯1651年曾将狩猎采集者的生活视为“孤独、贫穷、肮脏、野蛮和矮小”的流行观点。萨林斯认为，根据人种学数据，与典型的工业社会成员相比，狩猎采集者的工作时间少得多，享受的休闲时间也长得多，他们仍然吃得很好。他们的“富裕”来自于他们拥有极少的物质便能满足的想法。后来在1996年，Ross Sackett进行了两次不同的元分析，来对萨林斯的观点进行经验性的验证。这些研究中的第一个进行了102个时间分配研究，第二个则分析了207个能量消耗研究。Sackette发现，觅食和园艺社会中的成年人平均每天工作6.5个小时，而农业和工业社会中的成年人平均每天工作8.8小时。
两位研究者Gurven和Kaplan估计大约有57％的狩猎采集者可活到15岁；在15岁以上的狩猎采集者中，有64％的人继续活到45岁或以上。该研究将预期寿命定在21岁至37岁之间他们进一步估计，有70％的死亡是由某种疾病引起的，20％的死亡是由暴力或事故引起的，而10％是由退化性疾病引起的。
资源的相互交换和共享在狩猎采集社会的经济体系中很重要。因此，可以说这些社会基于“禮物經濟”。
2010年的一篇论文认为，尽管狩猎采集者的不平等程度可能低于现代工业化社会，但这并不意味着不存在不平等现象。研究人员估计狩猎采集社会的平均基尼系数为0.25，相当于2007年的丹麦。此外，世代相传的财富也是狩猎采集社会的特征，这意味着在社群内“富裕”的狩猎采集者，与较贫困的成员相比中，更有可能拥有与他们一样富有的孩子；事实上，狩猎采集者社会显示出对社会分层的理解。因此，尽管研究者一致认为狩猎采集社会比现代社会更平等，但此前将他们描述为生活在原始共产主义状态下的说法是不准确且有误导性的。

## 差异
不同的狩猎采集社会之间表现出明显的差异性，具体取决于所处的气候、可用技术和社会结构。考古学家研究了狩猎采集工具，来衡量不同群体之间的差异。 2005年，Collard等人发现，温度是影响狩猎采集工具的唯一在统计学上显著的因素。Collard等人的结果表明，以温度作为风险的指标，有极端温度的环境对狩猎采集系统构成了严重威胁，足以增加工具的多变性。这些结果支持了Torrence的理论（1989），即失败的风险确实是决定狩猎收集者工具结构的最重要因素。
划分狩猎采集群体的一种方法是通过他们的回报系统。詹姆斯·伍德伯恩（James Woodburn）将狩猎采集社会分为平均主义的“即时回报”和非平均主义的“延迟回报”两个类别。即时回报的觅食者在获得食物后的一两天内就会食用它们；延迟回报的觅食者则会存储剩余食物。
狩猎采集是整个旧石器时代人类普遍的生存方式，但对当今狩猎采集者的观察并不一定反映旧石器时代的社会。今天研究的狩猎采集文化与现代文明有很多联系，并不代表在未接触人群中发现的“原始”条件。
从狩猎采集到农业的转变不一定是一种单向的过程。有人认为，狩猎采集是一种适应性策略，当环境变化给农业工作者带来严重的粮食压力时，在必要时仍可利用该策略。实际上，有时很难划清农业社会和狩猎采集社会之间的界限，尤其是自从近一万年前人类广泛进入农业社会并由此传播文化以来。
如今，一些学者谈到文化演化中的存在的所谓混合经济或双重经济，即食物的获取（采集和狩猎）与食物的生产相结合，或者觅食者与农民建立贸易关系。

## 古代與近代的狩獵採集者
- 阿埃塔人
- 安達曼人
- 姆巴提人
- 哈扎人
- 因努伊特人(愛斯基摩人)
- 東歐狩獵採集者（英语：Eastern Hunter-Gatherer）
- 高加索狩獵採集者（英语：Caucasian Hunter-Gatherer）
- 和平文化人群
- 舊石器時代

## 延伸閱讀
- Barnard, A. J., ed. . Berg. 2004  [2013-10-19]. ISBN 1-85973-825-7. （原始内容存档于2013-10-21）.
- Bettinger, R. L. . Plenum Press. 1991  [2013-10-19]. ISBN 0-306-43650-7. （原始内容存档于2013-10-21）.
- Bowles, S. and Gintis, H. . Princeton University Press. 2011  [2013-10-19]. ISBN 0-691-15125-3. （原始内容存档于2019-05-02）. (Reviewed in The Montreal Review （页面存档备份，存于）)
- Brody, Hugh. . North Point Press. 2001. ISBN 0-571-20502-X.
- Lee, Richard B. and Irven DeVore, eds. . Aldine de Gruyter. 1968  [2013-10-19]. ISBN 0-202-33032-X. （原始内容存档于2015-04-02）.
- Meltzer, David J. . University of California, Berkeley. 2009  [2013-10-19]. ISBN 0-520-25052-4. （原始内容存档于2014-10-22）.
- Morrison, K. D. and L. L. Junker, eds. . Cambridge University Press. 2002  [2013-10-19]. ISBN 0-521-01636-3. （原始内容存档于2013-10-21）.
- Panter-Brick, C., R. H. Layton and P. Rowley-Conwy, eds. . Cambridge University Press. 2001  [2013-10-19]. ISBN 0-521-77672-4. （原始内容存档于2013-10-21）.
- Turnbull, Colin. . Touchstone. 1987. ISBN 978-0-671-64099-6.

## 外部連結
维基共享资源上的相關多媒體資源：狩獵採集
- Nature's Secret Larder - Wild Foods & Hunting Tools. （页面存档备份，存于）
- A wiki dedicated to the scientific study of the diversity of foraging societies without recreating myths （页面存档备份，存于）
- Balmer, Yves. . Andaman Association. 2003–2009. （原始内容存档于2009-07-10）.